# Stazione di Collatuccio-Picciano
La stazione di Collatuccio-Picciano era una fermata ferroviaria posta lungo la ex linea ferroviaria a scartamento ridotto Pescara-Penne chiusa il 20 giugno 1963, era a servizio di Collatuccio, frazione di Loreto Aprutino/Penne, e del comune di Picciano.

## Storia
La fermata venne inaugurata il 22 settembre 1929 insieme all'intera linea, continuò il suo esercizio fino il 20 giugno 1963. Successivamente la fermata venne adibita ad abitazione privata.